# Wilhelm Bunnemann
Wilhelm Bunnemann (* 5. Dezember 1871 in Colmar bei Strückhausen; † 23. Oktober 1915 vor Libau) war ein deutscher Kapitän zur See der Kaiserlichen Marine. Er war Schiffskommandant aller zu seiner Dienstzeit üblichen Schiffsklassen.

## Leben
Wilhelm Bunnemann war der Sohn des Gutsbesitzers C. A. Bunnemann und besuchte das Großherzogliche Gymnasium zu Oldenburg. Zum März 1890 verließ er die Schule. Im darauffolgenden Monat trat er in die Kaiserliche Marine ein. Am 14. September 1896 wurde er Oberleutnant zur See. Es folgten u. a. Kommandos auf die Brandenburg, Mars, Oldenburg und Württemberg. 1899/1900 war er auf der Hertha, welche in Ostasien eingesetzt wurde. Er war Teil des Landungskorps und erhielt für seinen Einsatz den Kronen-Orden 4. Klasse mit Schwertern verliehen. Er war auch Ritter des Portugiesischen Militärverdienstordens San Bento D’Aviz geworden.
Anschließend kam er auf die Gazelle. Am 15. Juli 1902 wurde er Kapitänleutnant und Erster Offizier auf der Falke. Im November/Dezember 1902 war er Kommandant der Zieten. 1906/07 war er Adjutant des Oberwerftdirektors in Kiel. Als Korvettenkapitän (Beförderung am 30. März 1908) wurde er Navigationsoffizier auf der Lothringen, dann Erster Offizier auf der Hessen und der Rheinland. Im September 1910 war er kurz Kommandant der Rheinland. Ab Oktober 1911 war er für ein Jahr Kommandant der Pfeil. Anschließend war er zur Verfügung des Chefs der Marinestation der Ostsee gesetzt. Später war er Direktor des Ausrüstungsressorts der Kaiserlichen Werft Danzig, bevor er im Oktober/November 1914 kurz das Kommando über die Lübeck innehatte. Bis Januar 1915 war er Chef der Zentralabteilung der Kaiserlichen Werft Danzig. Von Februar bis April 1915 war er Kommandant der Hildebrand, welche zu diesem Zeitpunkt in der Kaiserlichen Werft Wilhelmshaven zur Reparatur lag. Anschließend übernahm er, ab 17. Oktober 1915 Kapitän zur See, bis August 1915 die mit reduzierter Besatzung fahrende Kaiser Friedrich III. Er übernahm die Prinz Adalbert. Am Morgen des 23. Oktober 1915, um 8:34 Uhr, wurde die Prinz Adalbert unter Kommandant Bunnemann, nach dem Auslaufen aus dem inzwischen von deutschen Truppen besetzten Libau, etwa 20 Seemeilen vor Libau von dem britischen U-Boot E8 mit einem Torpedo aus etwa 1200 m Distanz getroffen. Der Torpedo traf das Munitionsmagazin im Vorderschiff. Die Explosion riss das Schiff in zwei Teile, die sofort sanken. Nur drei Mann der 675-köpfigen Besatzung konnten gerettet werden. Auch Bunnemann starb bei dem Untergang.
Bis Mitte 1912 war er u. a. mit dem Roten Adlerorden 4. Klasse, den Großherzoglich Oldenburgischen Haus- und Verdienstorden des Herzogs Peter Friedrich Ludwig 2. Klasse mit der silbernen Krone und Schwertern, das Ritterkreuz I. Klasse der Königlich Sächsischen Albrechts-Orden, den Kaiserlich Türkischen Osmanié-Orden 4. Klasse und dem Kaiserlich und Königlich russischen St.-Annen-Orden 3. Klasse mit Schwertern ausgezeichnet worden.